# Ryan Yates
Pour les articles homonymes, voir Yates.
Ryan James Yates, né le 21 novembre 1997 à Lincoln, est un footballeur anglais qui évolue au poste de milieu de terrain à Nottingham Forest.

## Biographie
Formé au Nottingham Forest, il est prêté le 26 août 2016 à Barrow.
Le 31 janvier 2017, il est prêté à Shrewsbury Town .
Le 4 août 2017, il est prêté à Notts County.

## Palmarès

### Distinctions personnelles
- Membre de l'équipe type du Championnat d'Angleterre de deuxième division en 2021-2022